# غلمانسرای
غلمانسرای روستایی از توابع دهستان چهرگان در بخش تسوج شهرستان شبستر در استان آذربایجان شرقی ایران است.
این روستا غربی ترین نقطه استان آذربایجان شرقی از لحاظ مختصات جغرافیایی و مسکونی بودن است.

## جمعیت
این روستا در دهستان چهرگان واقع شده و براساس سرشماری مرکز آمار ایران در سال ۱۳۸۵، جمعیت آن ۶۰۸ نفر(۲۷۵ خانوار) بوده است.